# Municipio de Jackson (condado de Tippecanoe)
El municipio de Jackson (en inglés: Jackson Township) es un municipio ubicado en el condado de Tippecanoe en el estado estadounidense de Indiana. En el año 2010 tenía una población de 499 habitantes y una densidad poblacional de 4,65 personas por km².

## Geografía
El municipio de Jackson se encuentra ubicado en las coordenadas 40°15′29″N 87°1′37″O / 40.25806, -87.02694. Según la Oficina del Censo de los Estados Unidos, el municipio tiene una superficie total de 107.37 km², de la cual 107,37 km² corresponden a tierra firme y (0 %) 0 km² es agua.

## Demografía
Según el censo de 2010, había 499 personas residiendo en el municipio de Jackson. La densidad de población era de 4,65 hab./km². De los 499 habitantes, el municipio de Jackson estaba compuesto por el 99 % blancos, el 0,2 % eran amerindios, el 0,2 % eran de otras razas y el 0,6 % eran de una mezcla de razas. Del total de la población el 1 % eran hispanos o latinos de cualquier raza.